# جگوار ئی-تایپ
جگوار ای-تایپ (انگلیسی: Jaguar E-Type) خودروی موتور جلو-محور عقب در کلاس اسپورت است، که در فاصله سالهای ۱۹۶۱ تا ۱۹۷۵ توسط شرکت بریتانیایی جگوار تولید و عرضه می‌شد.